# Premio Hugo a la mejor saga
Los Premios Hugo se otorgan cada año por la Sociedad mundial de ciencia ficción (World Science Fiction Society) a las mejores obras y logros del año anterior en el campo de la ciencia ficción o la fantasía. El premio, que anteriormente se denominó Science Fiction Achievement Award, actualmente recibe su nombre en honor a Hugo Gernsback, fundador de la revista pionera en la ciencia ficción Amazing Stories. El premio se ha descrito como «un excelente escaparate para la ficción especulativa» y «el premio literario más conocido para la literatura de ciencia ficción».
El Premio Hugo a la mejor saga es una de las categorías que se otorgan cada año a las historias de ciencia ficción o fantasía publicadas o traducidas al inglés durante el año calendario anterior. El premio está disponible para sagas de ciencia ficción o fantasía que consten de al menos tres obras con un total de al menos 240 000 palabras, con por lo menos uno de ellos publicado o traducido al inglés durante el año calendario anterior. Un finalista perdedor vuelve a ser elegible con la publicación de al menos dos obras nuevas con un total de al menos 240 000 palabras.
Esta categoría se otorga anualmente desde el año 2017. En su primera entrega, se presentó como un premio Hugo especial único previo a una votación para determinar si se transformaba en una categoría permanente, lo que fue ratificado como tal por los miembros del Worldcon de ese año. En 1966 se había entregado un premio a una saga a la mejor de todos los tiempos.
Además de los premios Hugo regulares, a partir de 1996 se entregan los premios Hugo retrospectivos, o «Retro Hugos», correspondientes a los 50, 75 o 100 años anteriores en los cuales no se entregaron premios. Hasta la fecha, los premios «Retro Hugo» han sido entregados para 1939, 1941, 1943—1946, 1951 y 1954, aunque para esta categoría sólo se ha entregado una vez, en 2020, que equivale a lo que se podría haber otorgado en 1945.
Los nominados y ganadores del Premio Hugo son elegidos por miembros asistentes o de apoyo a la Convención mundial de ciencia ficción anual, o Worldcon, y la velada de presentación constituye su evento central. El proceso de selección se define en la Constitución de la Sociedad Mundial de Ciencia Ficción como una segunda vuelta instantánea con seis nominados, excepto en caso de empate. Las obras en la papeleta son las seis más nominadas por los miembros de ese año, sin límite en el número de obras que pueden ser nominadas. Las nominaciones iniciales las realizan los miembros de enero a marzo, mientras que la votación en la papeleta de las seis nominaciones finalistas se realiza aproximadamente entre abril y julio, sujeta a cambios dependiendo de cuándo se celebre la Worldcon de ese año. Antes de 2017, la votación final era de cinco obras; se cambió ese año a seis, fijándose un límite de cinco nominaciones por cada nominador inicial. Las Worldcons generalmente se llevan a cabo cerca del Día del Trabajo y en una ciudad diferente alrededor del mundo cada año.
Durante los siete años de nominaciones regulares y retrospectivas, 38 sagas de 36 autores han optado al premio, incluyendo coautorías. Lois McMaster Bujold, James S. A. Corey (seudónimo de Daniel Abraham y Ty Franck), Seanan McGuire, Charles Stross y Martha Wells han recibido múltiples nominaciones, con Bujold ganando dos veces por la Saga Vorkosigan y World of the Five Gods, Wells ganó una vez por The Murderbot Diaries y fue nominado por The Books of the Raksura, y McGuire ganó una vez por Wayward Childreny siendo nominado tres veces por la October Daye y dos veces por la InCryptid. Corey fue nominado dos veces por The Expanse, mientras que Stross fue nominado una vez por The Laundry Files y The Merchant Princes respectivamente. McGuire y Corey son los únicos autores nominados más de una vez por la misma saga, y McGuire tiene la mayor cantidad de nominaciones en general.

## Ganadores y nominados
En las siguientes tablas, los años corresponden a la fecha de la ceremonia. Los artistas son elegibles en función de su trabajo del año calendario anterior. Las entradas con fondo azul y un asterisco (*) junto al nombre de la saga han ganado el premio; aquellos con fondo blanco, son los nominados en la lista corta.
  *   Ganadores
| Año  | Autor                              | Saga                                      | Editorial                                                            | Ref.   |
| ---- | ---------------------------------- | ----------------------------------------- | -------------------------------------------------------------------- | ------ |
| 2017 | Lois McMaster Bujold*              | The Vorkosigan Saga                       | Baen Books                                                           | [ 5 ]  |
| 2017 | Max Gladstone                      | The Craft Sequence                        | Tor Books                                                            | [ 5 ]  |
| 2017 | James S. A. Corey                  | The Expanse                               | Orbit Books                                                          | [ 5 ]  |
| 2017 | Seanan McGuire                     | The October Daye series                   | DAW Books / Corsair Books                                            | [ 5 ]  |
| 2017 | Ben Aaronovitch                    | The Peter Grant / Rivers of London series | Victor Gollancz Ltd / Del Rey Books / DAW Books / Subterranean Press | [ 5 ]  |
| 2017 | Naomi Novik                        | Temerario                                 | Del Rey Books / Harper Voyager UK                                    | [ 5 ]  |
| 2018 | Lois McMaster Bujold*              | World of the Five Gods                    | Harper Voyager / Spectrum Literary Agency                            | [ 11 ] |
| 2018 | Martha Wells                       | The Books of the Raksura                  | Night Shade Books                                                    | [ 11 ] |
| 2018 | Robert Jackson Bennett             | The Divine Cities                         | Broadway Books                                                       | [ 11 ] |
| 2018 | Seanan McGuire                     | InCryptid                                 | DAW Books                                                            | [ 11 ] |
| 2018 | Marie Brennan                      | The Memoirs of Lady Trent                 | Tor Books / Titan Books                                              | [ 11 ] |
| 2018 | Brandon Sanderson                  | El archivo de las tormentas               | Tor Books / Victor Gollancz Ltd                                      | [ 11 ] |
| 2019 | Becky Chambers*                    | Wayfarers                                 | Hodder & Stoughton / Harper Voyager                                  | [ 12 ] |
| 2019 | Malka Older                        | The Centenal Cycle                        | Tor.com Publishing                                                   | [ 12 ] |
| 2019 | Charles Stross                     | The Laundry Files                         | Tor.com Publishing / Orbit Books                                     | [ 12 ] |
| 2019 | Yoon Ha Lee                        | Machineries of Empire                     | Solaris Books                                                        | [ 12 ] |
| 2019 | Seanan McGuire                     | The October Daye series                   | DAW Books                                                            | [ 12 ] |
| 2019 | Aliette de Bodard                  | The Universe of Xuya                      | Subterranean Press                                                   | [ 12 ] |
| 2020 | James S. A. Corey*                 | The Expanse                               | Orbit Books                                                          | [ 13 ] |
| 2020 | Seanan McGuire                     | InCryptid                                 | DAW Books                                                            | [ 13 ] |
| 2020 | Ian McDonald                       | Luna                                      | Tor Books / Victor Gollancz Ltd                                      | [ 13 ] |
| 2020 | Emma Newman                        | Planetfall series                         | Ace Books / Victor Gollancz Ltd                                      | [ 13 ] |
| 2020 | Katherine Arden                    | Winternight Trilogy                       | Del Rey Books                                                        | [ 13 ] |
| 2020 | Tade Thompson                      | The Wormwood Trilogy                      | Orbit Books                                                          | [ 13 ] |
| 2021 | Martha Wells*                      | The Murderbot Diaries                     | Tor.com Publishing                                                   | [ 14 ] |
| 2021 | S. A. Chakraborty                  | The Daevabad Trilogy                      | Harper Voyager                                                       | [ 14 ] |
| 2021 | John Scalzi                        | The Interdependency                       | Tor Books                                                            | [ 14 ] |
| 2021 | Mary Robinette Kowal               | The Lady Astronaut Universe               | Tor Books / Audible / The Magazine of Fantasy & Science Fiction      | [ 14 ] |
| 2021 | Seanan McGuire                     | The October Daye series                   | DAW Books                                                            | [ 14 ] |
| 2021 | R.F. Kuang                         | The Poppy War                             | Harper Voyager                                                       | [ 14 ] |
| 2022 | Seanan McGuire*                    | Wayward Children                          | Tordotcom Publishing                                                 | [ 15 ] |
| 2022 | Fonda Lee                          | The Green Bone Saga                       | Orbit Books                                                          | [ 15 ] |
| 2022 | C. L. Polk                         | The Kingston Cycle                        | Tordotcom Publishing                                                 | [ 15 ] |
| 2022 | Charles Stross                     | The Merchant Princes                      | Macmillan Publishers                                                 | [ 15 ] |
| 2022 | Ada Palmer                         | Terra Ignota                              | Tor Books                                                            | [ 15 ] |
| 2022 | Ursula Vernon (como T. Kingfisher) | The World of the White Rat                | Argyll Productions                                                   | [ 15 ] |

### Retro Hugos
A partir de la Worldcon de 1996, la Sociedad Mundial de Ciencia Ficción creó el concepto de "Retro Hugos", en el que el premio Hugo podría otorgarse retroactivamente durante 50, 75 o 100 años antes. Los Retro Hugos solo pueden ser otorgados durante los años en los que se realizó una Worldcon, aunque inicialmente no se otorgaron premios. Para esta categoría, se ha entregado sólo una vez.
| Año  | Año premiado | Autor(es)                             | Saga             | Ref.   |
| ---- | ------------ | ------------------------------------- | ---------------- | ------ |
| 1945 | 2020         | H. P. Lovecraft*                      | Mitos de Cthulhu | [ 17 ] |
| 1945 | 2020         | August Derleth et al.*                | Mitos de Cthulhu | [ 17 ] |
| 1945 | 2020         | Edmond Hamilton (como Brett Sterling) | Capitán Futuro   | [ 17 ] |
| 1945 | 2020         | Kenneth Robeson                       | Doc Savage       | [ 17 ] |
| 1945 | 2020         | Lester Dent                           | Doc Savage       | [ 17 ] |
| 1945 | 2020         | Seabury Quinn                         | Jules de Grandin | [ 17 ] |
| 1945 | 2020         | Edgar Rice Burroughs                  | Pellucidar       | [ 17 ] |
| 1945 | 2020         | Walter B. Gibson (como Maxwell Grant) | La Sombra        | [ 17 ] |